# Fate/Apocrypha
Fate/Apocrypha (яп. フェイト/アポクリファ) — ранобе від популярної франшизи студії Type-Moon Fate/stay night автора Юічіро Хігасіде й ілюстратора Отоцугу Коное. Перший том роману випущений 29 грудня 2012 на Comiket 83, другий — 16 серпня 2013, третій — 29 грудня 2013, четвертий — 30 травня 2014, п'ятий і останній — 30 грудня 2014.

## Сюжет
Історія розгортається в паралельному світі Fate/stay night, де Грааль забрали з міста Фуюкі після Третьої війни і, таким чином, події Fate/stay night і Fate/Zero ніколи не відбувалися. Сюжет зосереджений на конфлікті між двома протиборчими фракціями, червоною і чорною, кожна з яких нараховує сім Слуг, а Грааль прикликає особливого слугу класу «керівник» як посередника у Війні Святого Грааля. Червоні члени фракції підкоряються Магічній Асоціації Годинної Вежи, в той час як чорні члени фракції є частиною румунської організації під назвою Айгдмеленія.

## Розвиток
Спочатку Fate/Apocrypha запроваджено як скасований проект для онлайн-гри з різними деталями і дизайном персонажів різних художників, зібраних в Fate/complete material IV Extra material. У листопаді 2011 оголошений новий проект для Fate/Apocrypha і на початку грудня, Хігасіде підтвердив на своїй сотрінці у Твіттері, що він пише Fate/Apocrypha як роман. 15 грудня 2011 в сьомому томі журналу Type-Moon Ace опублікована перша частина оповідання Хігасіде. Але, незважаючи на деякі раніше присутні сюжетні елементи, сама розповідь не має ніякого відношення до фінальної версії історії, представленої в романі. Спочатку запланована кількість книг була чотири, але 2 травня 2014 підтверджено, що історія Хігасіде отримала продовження до п'яти книг. Нині оригінальний проект перезапущений як онлайн-гра Fate/Grand Order і знаходиться в розробці для смартфонів.